# Bundesautobahn 93
Pour les articles homonymes, voir A93.
La Bundesautobahn 93 (ou BAB 93, A93 ou Autobahn 93) est une autoroute mesurant 276 kilomètres. Elle relie Munich à la frontière tchèque. 